# Port lotniczy Nioro du Sahel
Port lotniczy Nioro du Sahel (IATA: NIX, ICAO: GANR) – port lotniczy, położony w Nioro du Sahel, w Mali.